# أونيسيم ريكلو
أونيسيم ريكلوس (1837-1916) (بالفرنسية: Onésime Reclus) هو عالم جغرافي فرنسي، يعتبر أول من نحت مصطلح «الفرنكوفونية» وذلك في العقد الأخير من القرن التاسع عشر الميلادي.